# Lilu (Berg)
Der Lilu ist ein Berg in Osttimor. Der Berg steht isoliert im Norden der Aldeia Condar (Suco Uma Caduac, Verwaltungsamt Laclo, Gemeinde Manatuto). Er hat eine Höhe von 606 m. Nach Westen sinkt das Land um 200 m ab, bevor es 400 m später mit einer Hügelkette ansteigt bis zum Curi (1332 m), knapp sechs Kilometer entfernt. Südlich fließt der Nördliche Lacló. Markant ist die steil um 150 m abfallende Klippe auf der Südseite des Lilu.